# شهرستان پوتاواتامی (اکلاهما)
شهرستان پاتواتومی، اکلاهما (به انگلیسی: Pottawatomie County, Oklahoma) شهرستانی در ایالات متحده آمریکا است که در اکلاهما واقع شده‌است.

## خصوصیات
شهرستان پاتواتومی ۲٬۰۵۵ کیلومترمربع مساحت دارد.